# Джон Фіцрой, 9-й герцог Графтон
Джон Чарльз Вільям Фіцрой, 9-й герцог Графтон (1 серпня 1914 – 4 серпня 1936), був британським пером і політиком, який носив титул герцога Графтона з 1914 по 1918 рік, віконта Іпсвіча від 1918 року та графа Юстона з 1918 по 1930 рік.

## Біографія
Джон Фіцрой був старшим сином Вільяма Фіцроя, віконта Іпсвіча (сам старший син 8-го герцога Графтона та його першої дружини Маргарет Роуз Сміт) та його дружини Оріол Маргарет Брогем, і здобув освіту в Триніті-коледжі, Кембридж. Коли його батько загинув в авіакатастрофі у квітні 1918 року і коли його прадід помер у грудні 1918 року, Джон Фіцрой став спадкоємцем титулів свого діда та успадкував їх у 1930 році.
У 1929 році він видав заміж свою матір до її другого шлюбу з майором Гевіном Г'юм-Гором.
Герцог помер у віці двадцяти двох років, неодружений і бездітний, після того, як його Bugatti розбився під час автоперегонів Гран-прі Лімеріка в Лімеріку, Ірландія. Його герцогство успадкував його двоюрідний брат Чарлз, але його віконтство Тетфорда і титули графства і баронства Арлінгтона перервалися на його сестрах, леді Джейн і леді Мері-Роуз. Віконтство та графство залишаються недійсними, але його баронський титул було відновлено в 1999 році на користь старшої дочки леді Джейн, Дженніфер.
Під час обговорення проблеми перевищення швидкості у Палаті лордів 18 жовтня 1999 року, баронеса Арлінгтон у своїй промові згадала 9-го герцога, знайшовши іронічним, що вона може брати участь у цьому обговоренні тому, що її дядько розбився в автопригоді.

## Зовнішні посилання
- Dukedom of Grafton
- Hansard 1803–2005: contributions in Parliament by the Duke of Grafton

| Попередник Альфред Фіцрой, 8-й герцог Графтон | Герцог Графтон 1930—1936 | Спадкоємець Чарлз Фіцрой, 10-й герцог Графтон |